# Eleição para governador de Illinois em 2006
A eleição para governador do estado americano do Illinois em 2006  , ocorreu em 7 de novembro de 2006. O governador do estado americano de Illinois, o democrata Rod Blagojevich, foi reeleito para um mandato de quatro anos programado para ter terminado em 10 de janeiro de 2011. Blagojevich, no entanto, foi destituído em 2009.
O resultado final, com as votações dos principais candidatos:
| Colocação | Candidato         | Partido     | Votos válidos | %     |
| --------- | ----------------- | ----------- | ------------- | ----- |
| 1º        | Rod Blagojevich   | Democrata   | 1.736.731     | 49,79 |
| 2º        | Judy Baar Topinka | Republicano | 1.369.315     | 39,26 |
| 3º        | Rich Whitney      | Verde       | 361.336       | 10,36 |